# Адигезалов, Васиф Зульфугар оглы
Васиф Зульфугар оглы Адигезалов (азерб. Vasif Zülfüqar oğlu Adıgözəlov; 28 июля 1935, Баку — 15 сентября 2006, Баку) — азербайджанский композитор, общественный деятель. Заслуженный деятель искусств Азербайджанской ССР (1973), профессор (1988). Народный артист Азербайджанской ССР (1989).

## Биография
Васиф Адигезалов родился в семье известного мастера мугама Зульфугара Адигёзалова. Начальное музыкальное образование получил в музыкальной школе при Консерватории (класс фортепиано).
В 1953 году поступил в Азербайджанскую Государственную Консерваторию имени Узеира Гаджибекова в класс композиции Кара Караева и класс фортепиано Фариды Кулиевой. В 1959 году окончил Консерваторию по двум специальностям.
В 1958 году — музыкальный редактор Комитета Радиовещания и Телевидения. В дальнейшем работал Ответственным секретарём Союза Композиторов Азербайджана, главным музыкальным редактором Государственной Филармонии им. Муслима Магомаева, директором Музыкального училища им. Асафа Зейналлы.
В начале 1960-х годов сотрудничал с легендарным азербайджанским певцом Рашидом Бейбутовым (1915—1989). Позже он продолжил собственную сольную карьеру и исполнял свои собственные произведения.
С 1972 года стал работать преподавателем Азербайджанской Государственной Консерватории имени Узеира Гаджибекова.
Васиф Адигезалов — брат скрипача Рауфа Адигезалова.

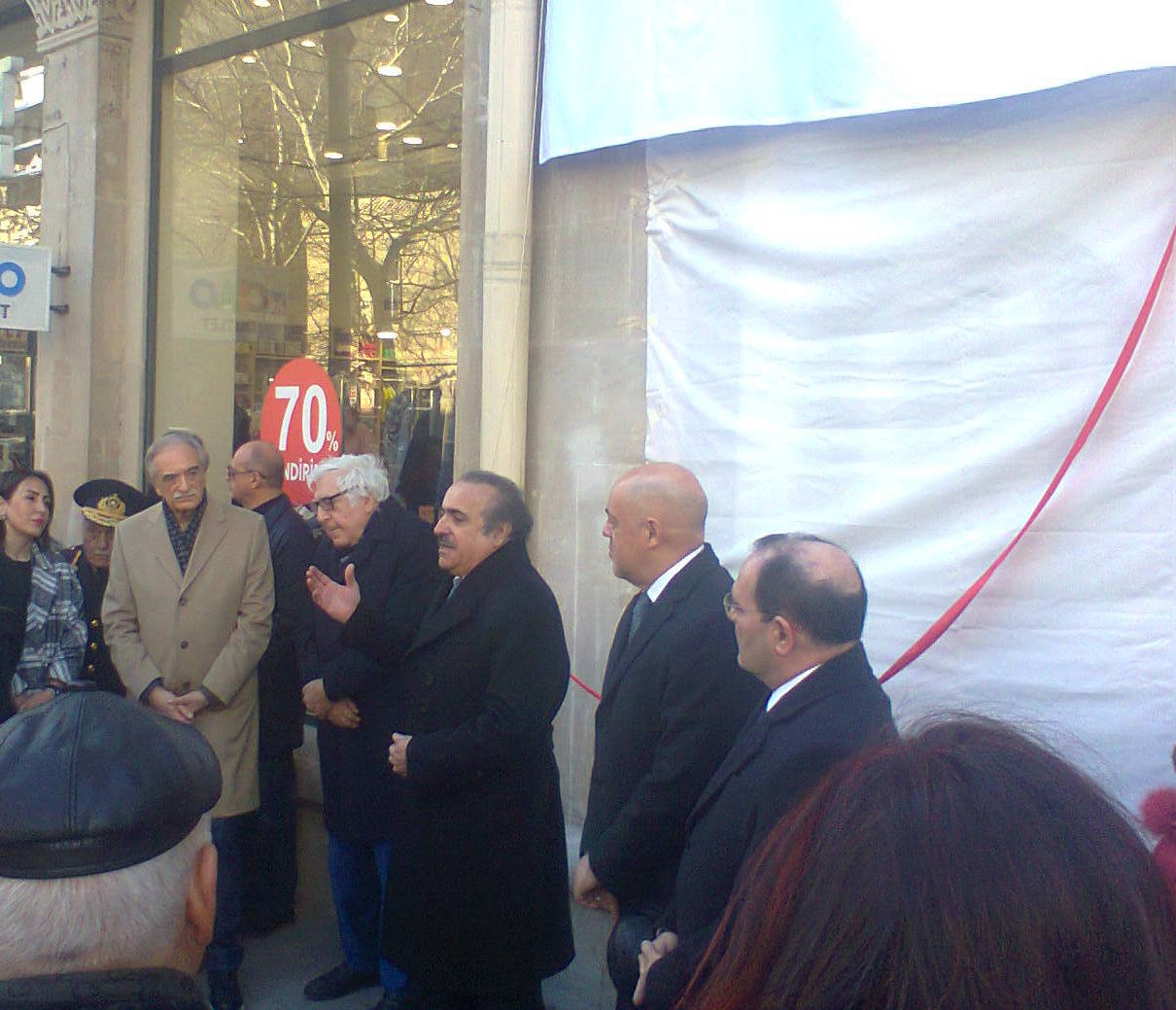
Открытие барельефа Васифу Адигезалову. На церемонии открытия присутствовали певец и композитор Полад Бюль-Бюль Оглы, писатель и сценарист Анар и другие

В 1990 году избран I секретарём Союза композиторов Азербайджана.
В 1973 году удостоен звания заслуженного деятеля искусств, в 1988 году — звания народного артиста республики.
В 1989 году получил звание профессора, в 1990 стал лауреатом Государственной премии.
В 1995 году награждён Орденом «Шохрет» («Слава»). В 2005 году награждён орденом *Истиглал*
С того же года и до конца жизни Васиф Адегёзалов руководил кафедрой хорового дирижирования Бакинской музыкальной академии.
Автор 4 симфоний, 3 опер, 5 музыкальных комедий, 6 инструментальных концертов, 4 ораторий, 3 кантат, камерно-инструментальной музыки, музыки для театра и кино, романсов и песен.

## Награды
- Орден «Независимость» (27 июля 2005 года) — за большие заслуги в развитии азербайджанской музыкальной культуры[5]
- Орден «Слава» (3 ноября 1995 года)
- Народный артист Азербайджанской ССР (21 марта 1989 года)
- Заслуженный деятель искусств Азербайджанской ССР (23 ноября 1973 года)
- Государственная премия Азербайджанской ССР (1990 год)
- Персональная стипендия Президента Азербайджанской Республики (11 июня 2002 года)[6]